# 金曼 (印第安納州)
金曼（英語：Kingman）是一個位於美國印地安納州方廷縣的城鎮。

## 人口
根據2010年美國人口普查的數據，金曼的面積為2.12平方千米，當中陸地面積為2.12平方千米，而水域面積為0.00平方千米。當地共有人口511人，而人口密度為每平方千米241人。